# Вознесенка (Сакмарський район)
Вознесе́нка (рос. Вознесенка) — село у складі Сакмарського району Оренбурзької області, Росія.

## Населення
Населення — 17 осіб (2010; 22 у 2002).
Національний склад (станом на 2002 рік):
- росіяни — 86 %